# Мача (кратер)
Мача — метеоритный кратер в Якутии. Административно находится в Мачинском наслеге Олёкминского района Республики Саха (Якутия) России. Получил название по наиболее близкое к месту падения селу Мача.
Кратер образовался менее 7 тыс. лет назад (в голоцене), вероятно, в результате падения железного метеорита. Диаметр кратера составляет около 300 м.
Как показали исследования, металлические частицы из кратера Мача близки по своему составу космогенным частицам из района Тунгусского события.